# 巴勒特 (印第安納州)
巴勒特（英語：Barrett）是位於美國印地安納州波西縣的一個非建制地區。該地的面積和人口皆未知。

## 地理
巴勒特海拔高度為387英呎。而該地所採用的時區為UTC-5，即北美東部時區（EST）。同時該地設有夏令時間，為UTC-5調快一小時，即UTC-4（EDT）。